# SN 1993G
SN 1993G – supernowa typu II-L odkryta 6 marca 1993 roku w galaktyce NGC 3690. W momencie odkrycia miała maksymalną jasność 16,60m.